# Franz Winter
Franz Winter (Braunschweig, 4 febbraio 1861 – Bonn, 11 febbraio 1930) è stato un archeologo e storico dell'arte tedesco.

## Biografia
Studiò storia antica a Zurigo, Monaco e Bonn, conseguendo il dottorato nel 1885 con una tesi sul drammaturgo Plauto. Su suggerimento di Reinhard Kekulé von Stradonitz, fu incaricato dalla direzione dell'Istituto Archeologico Tedesco di compilare un catalogo tipologico di opere classiche in terracotta.
A partire dal 1890, lavorò con Kekulé al Royal Museums di Berlino, se in seguito occupò le cattedre a Innsbruck (dal 1897) a Graz (dal 1905) e a Strasburgo (dal 1907). Nel 1912 succedette a Georg Loeschcke sulla cattedra di archeologia all'Università di Bonn.

## Opere principali
- "Plauti Fabularum deperditarum fragmenta", 1885.
- Die jüngeren attischen Vasen und ihr Verhältnis zur grossen Kunst, 1885.
- Eine attische Lekythos des Berliner Museums, 1895.
- Altertümer von Hierapolis (con Carl Humann; Conrad Cichorius; Walther Judeich), 1898.
- Kunstgeschichte in Bildern ; systematische Darstellung der Entwickelung der bildenden Kunst vom klassischen Altertum bis zum Ende des 18. Jahrhunderts, (con Georg Dehio) 5 volumes, 1898–1902.
- Die Skulpturen mit Ausnahme der Altarreliefs, 1908.
- Der tod des Archimedes, 1924.[3]